# Шаньшань (фильм)
«Шаньшань» (кит. трад. 珊珊, пиньинь Shānshān, англ. Susanna) — гонконгский фильм 1967 года режиссёра Хо Мэнхуа, снятый на студии Shaw Brothers.

## Сюжет
Заглавная героиня, школьница Шаньшань, любимица мамы и учителей и потому несколько капризная и избалованная вниманием, начинает осознавать, что постепенно проигрывает своей однокласснице Сяотин, а вскоре её мать-одиночка огорошивает её выходом замуж ни за того иного, как за отца той самой «конкурентки» Линь Чжентина, делая их сводными сестрами.
Проходят годы, сестры постепенно примиряются, хотя Шаньшань не упускает случая покапризничать и подуться «на публику». Дело не облегчается тем, что обе влюбляются в одного и того же одноклассника Юй Чжицзяня.
Всё резко меняется после того, как Шаньшань, начавшая с какого-то времени испытывать сильные головные боли и головокружение, потеряв сознание на улице, попадает в клинику и узнаёт страшную новость — у неё опухоль мозга, которая не поддаётся операции и даже с лекарствами позволит ей продлить жизнь лишь ненадолго. Несмотря на, казалось бы, «удобный» случай сосредоточить на себе внимание и заботу всей семьи до конца жизни, смертельная болезнь неожиданно заставляет Шаньшань повзрослеть, хотя и на свой манер. Как-то ухитряясь скрыть от родных свою болезнь (не только диагноз, но и всё чаще проявляющееся головокружение, онемение рук и другие симптомы), девушка отказывается причинять им беспокойство, тем более что её родители ждут ребёнка, надеясь на рождение мальчика-наследника фамилии, чего с особым нетерпением ожидает дед семейства. Поднявшись на самую высокую точку Гонконга, Шаньшань молится, чтобы дожить до этого дня.
Осознавая, что будет не в силах исполнить многие свои мечты, Линь Шаньшань всеми умирающими силами берётся помогать сестре в отношениях с молодым человеком и включается вместе с ней в благотворительную (в пользу детей-инвалидов) школьную постановку фрагмента «Сна в красном тереме», играя его главного трагического персонажа Линь Дайюй.
Идеально отыграв умирающую героиню, Шаньшань вновь теряет сознание во время выхода на бис. Вынужденная открыть сестре секрет, она просит ей не выдавать это родителям. Дождавшись рождения ребёнка (девочки), Шаньшань в кругу семьи даёт себе расслабиться и умирает с улыбкой на губах. Родители называют новорождённую в её честь.

## В ролях
| Актёр                    | Роль                            |
| ------------------------ | ------------------------------- |
| Ли Цзин (вокал Цзин Тин) | Линь Шаньшань                   |
| Эллисон Чжэн Янь         | Линь Сяотин                     |
| Диана Чжан Чжунвэнь      | мать Шаньшань Линь Цюянь        |
| Гуань Шань               | отец Сяотин Линь Чжэнтин        |
| Ян Чжицин                | дедушка Линь                    |
| Ма Сяонун                | бабушка Линь                    |
| Хо Фань                  | одноклассник сестёр Юй Цжицзянь |
| Вон Чхэнхо               | доктор Ван                      |

## Съёмочная группа и параметры фильма
- Компания: Shaw Brothers
- Продюсер: Шао Жэньлэн
- Режиссёр: Хо Мэнхуа
- Режиссёрская группа: Ип Сам, Джонсон Цао Чжуаншэн
- Композитор: Ван Фулин
- Грим: Фан Юэнь
- Оператор: Лам Куокчхён
- Звукозапись: Ван Юнхуа
- Монтаж: Цзян Синлун
- Продолжительность: 104 мин
- Язык фильма: путунхуа
- Дата премьеры: 16 октября 1967

## Дополнительные факты и художественные особенности
Один из финальных эпизодов фильма — внутренняя школьная постановка фрагмента из романа «Сна в красном тереме», известного как «Линь Дайюй сжигает платок» (героиня, покинутая всеми, кроме личной служанки, ради организованной роднёй свадьбы Цзя Баоюя с ложной невестой, перед смертью сжигает всё, что их связывало, так что узнавшему правду юноше не остается ни единой вещи в память о любимой), в стиле хуанмэй. Впоследствии, в 1978 году, актриса Ли Цзин снялась в киноэкранизации этого романа в том же стиле, поставленной на собственной киностудии Цзинь Ханем и Айви Лин По, но в роли не Дайюй, а её «соперницы» Сюэ Баочай.

## Награды
14-й Азиатско-тихоокеанский кинофестиваль (1967)
- Приз за лучший фильм[1]

7-й Тайбейский кинофестиваль Golden Horse (1969)
- Поощрительный приз для драматических художественных фильмов («вторая степень»/номинация/шортлист приза за лучший фильм)
- Приз за лучший звук — Ван Юнхуа[6]